# Hyacinthe Guilleminot
Edmé Hyacinthe Guilleminot (* 7. Juni 1869 in Laignes, Frankreich; † März 1922 in Paris) war ein französischer Radiologe.

## Ausbildung und Beruf
Er studierte in Paris Medizin und arbeitete als Assistent seines Lehrers Charles Bouchard (1837–1915) an den ersten radiodiagnostischen Experimenten in Paris mit. Guilleminot interessierte sich seit dieser Zeit hauptsächlich für die junge radiologische Disziplin und physikalische Anwendungen auf Biologie und Medizin. Er promovierte 1896.
1907 arbeitete er am physikalisch-biologischen Laboratorium der medizinischen Fakultät und übernahm 1911 die Leitung dieses Instituts. 1908 organisierte er das erste radiologische Laboratorium der Pariser Krankenhäuser an der Charité in Paris. Während des Ersten Weltkriegs arbeitete Guilleminot im Sanitätsdienst der französischen Armee, organisierte in Bordeaux ein elektro-radiologisches Behandlungszentrum, kümmerte sich um radiologische Laboratorien und entwickelte Prothesen für Kriegsverletzte. Ab 1918 lehrte er biologische Physik und wurde 1920 als Professeur agrégé an der medizinischen Fakultät zugelassen. 
Guilleminot leitete außerdem das elektroradiologische Laboratorium am Krankenhaus Hôtel-Dieu, war Präsident der Gesellschaft für Radiologie und Elektrotherapie und Mitbegründer des Journal de Radiologie, Ritter der Ehrenlegion.

## Leistung
1905 erschien sein Hauptwerk Traité d’électricité médicale, das 1922 in dritter Auflage herausgegeben wurde. Er studierte die Auswirkungen der Radioaktivität auf das Pflanzenwachstum und zeigte, dass biochemische Effekte der absorbierten Strahlendosis proportional sind. 
Guilleminot beschäftigte sich mit radiotherapeutischen und radiometrischen Fragestellungen (1910), beschrieb ein oszillometrisches Gegendruck-Sphygmomanometer (1917) und veröffentlichte wissenschaftlich-philosophische Werke.

## Werke (Auswahl)
- Traité d’électricité médicale. Paris 1905, New York 1906
- Sphygmographe à contre-pression. Soc Biol (C. R.) 80 (1917) 168
- Les nouveaux horizons de la Science, La Matière et la Vie. 1913–1918